# Allianz Direct
Allianz Direct es una compañía de seguros online perteneciente al Grupo Allianz, dedicada a ofrecer una experiencia de contratación de pólizas simplificada y digitalmente avanzada. Con presencia en cinco países europeos como Holanda, Alemania, Italia, Francia, y España, Allianz Direct se centra en la provisión de seguros directos al consumidor, priorizando la agilidad, claridad, y eficiencia en todos sus procesos. La compañía está impulsada por la misión de convertirse en una aseguradora “digitalmente imbatible” y se posiciona dentro del Grupo Allianz como líder en la transformación digital a través de la tecnología, el desarrollo de productos y la experiencia en servicios digitales.

## Historia y recorrido
Allianz Direct Versicherungs-AG, Sucursal en España comenzó a operar en octubre de 2021. La aseguradora online y directa inició su operativa en el segmento de pólizas online de coche.  Su cultura digital se apoya en la innovación, el análisis de datos y la tecnología para ofrecer a sus clientes una experiencia de cliente diferencial. El 1 de julio de 2023 Allianz Direct se fusionó con Fénix Directo. Tras la integración de Fénix Directo, Allianz Direct consolidó su presencia en el mercado español con una estrategia enfocada en la digitalización y la simplificación de procesos.
La responsable de Allianz Direct en España es Sita Schwenzer, CEO en Allianz Direct España. Schwenzer, de procedencia alemana, cuenta con más de 20 años de experiencia laboral en compañías del sector asegurador y de telecomunicaciones, donde ha sido la responsable del lanzamiento de Nuevo Negocio y Transformación Digital.  
El 1 de julio de 2023 Allianz Direct se fusionó con Fénix Directo Compañía de Seguros y Reaseguros S.A., lo que permitió ampliar la cartera de la compañía de nueva creación. Con la aprobación regulatoria, Fénix Directo Compañía de Seguros y Reaseguros S.A. se fusionó con la sucursal española de Allianz Direct Versicherungs A.G., de manera que el negocio de Allianz Direct en España quedó agrupado en una sola sucursal. 
Allianz Direct España lanzó ese mismo mes un nuevo producto de seguros para motocicletas y ciclomotores. De esta forma, amplió la cobertura de sus seguros de motor a los vehículos de dos ruedas.  
En mayo de 2024, Allianz Direct España presentó su nueva experiencia de marca. El nuevo logo, tipografía y colores se aplicaron a todos sus soportes digitales: web, redes sociales y campañas digitales. La nueva identidad visual está en línea con sus valores de marca, “directos, leales, positivos y cool”, y ofrece a los clientes un diseño renovado que contribuye a un reconocimiento más rápido, aprovechando la fuerza de la marca Allianz y añadiendo nuevos componentes para una marca digital de éxito.